# Nathan Cobb
Nathan Augustus Cobb (ur. 30 czerwca 1859 w Spencer, zm. 4 czerwca 1932 w Baltimore) – amerykański nematolog i fitopatolog, „nazywany ojcem nematologii w Stanach Zjednoczonych”. Opisał ponad 1000 gatunków nicieni. Rozwinął techniki mikroskopowe, preparatykę oraz metody pozyskania okazów. Wniósł swój wkład także w agronomię i botanikę.

## Życiorys
Nathan urodził się w Spencer. Tam przez dwa lata pracował jako nauczyciel, po czym w 1878 podjął studia na Worcester Polytechnic Institute. Ukończył je w 1881 ze świetnymi wynikami z chemii i matematyki i w tym roku zaczął pracować jako nauczyciel w Williston Seminary w Easthampton. W 1887 przeprowadził się z żoną i trójką dzieci do Niemiec, gdzie odbył studia na Uniwersytecie w Jenie. Tam zaczął zajmować się nematologią i uzyskał tytuł doktora.
Po studiach zatrudniony został przez British Association for the Advancement of Science w stacji zoologicznej w Neapolu. W 1889 przeprowadził się do Australii, gdzie znalazł zatrudnienie jako profesor tymczasowy na Sydney University oraz na niepełny etat jako patolog-konsultant przy Department of Agriculture w Nowej Południowej Walii. Wkrótce potem otrzymał posadę pierwszego w Australii pełnoetatowego fitopatologa, a do jego obowiązków dołączyło także zarządzanie rządową farmą doświadczalną w Wagga Wagga. W 1905 przeprowadził się na Hawaje, gdzie zorganizował i prowadził stację doświadczalną przy Hawaiian Sugar Planters' Association. W 1907 wyprowadził się do Waszyngtonu. Tam objął stanowisko w United States Department of Agriculture, najpierw jako technolog rolnictwa, a potem jako główny nematolog na własnym wydziale nazwanym Division of Nematology.

## Dorobek
Nathan Cobb określany jest jako „ojciec nematologii w Stanach Zjednoczonych”. Opublikował ponad 250 prac naukowych. Opisał w nich ponad 1000 nowych dla nauki gatunków nicieni, tak ektopasożytów roślin i zwierząt jak i form wolno żyjących, zarówno glebowych jak i słodkowodnych oraz morskich. Badał zarówno ich morfologię, jak i fizjologię oraz relacje z żywicielami i środowiskiem. Włożył wielki wkład w metodykę badań nematologicznych, rozwijając metody preparacji i konserwacji nicieni, wynajdując sprzęt preparacyjny (np. Cobb slide), dostosowując do potrzeb mikroskopii nematologicznej sprzęt fotograficzny, filtry światła i camera lucida, a także rozwijając pierwszy flotator, służący wypłukiwaniu z gleby nicieni glebowych. Obok nematoz badał też grzybice i inne choroby roślin, wnosząc duży wkład w fitopatologię, liczne gałęzie rolnictwa i botanikę. W ciągu swojej kariery był prezydentem Helminthological Society of Washington, American Microscopic Society, American Society of Parasitology oraz Washington Academy of Science.